# Kaufmann

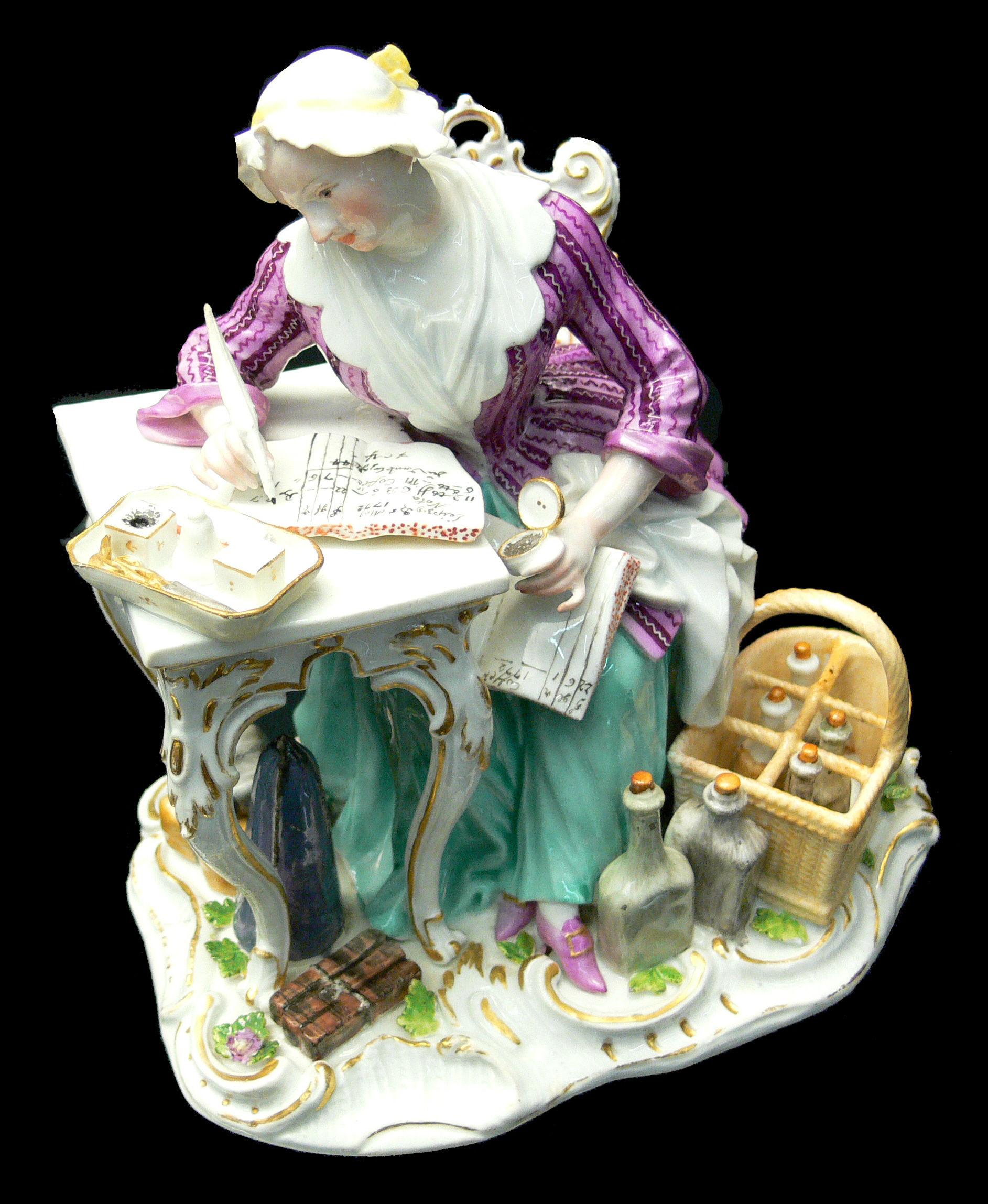
Schreibende Kaufmannsfrau, Meißener Porzellan, 1772

Das Gewerbe des Kaufmanns bestand ursprünglich im Handel mit Waren. Die kaufmännischen Berufe gehen heute weit über die Tätigkeiten des Kaufens und Verkaufens hinaus und umfassen große Teile des Dienstleistungssektors.
Die Berufsbezeichnung für Frauen lautet Kauffrau. Historisch gesehen bezeichnet der Begriff Kauffrau eine Handel treibende Frau oder auch die Frau eines Kauf- oder Handelsherrn. Üblich sind die Abkürzungen Kfm. und Kffr. Der Plural für männliche Personen heißt Kaufmänner, für weibliche Kauffrauen und geschlechtsneutral und allgemein Kaufleute.

## Kaufleute als gesellschaftlicher Stand

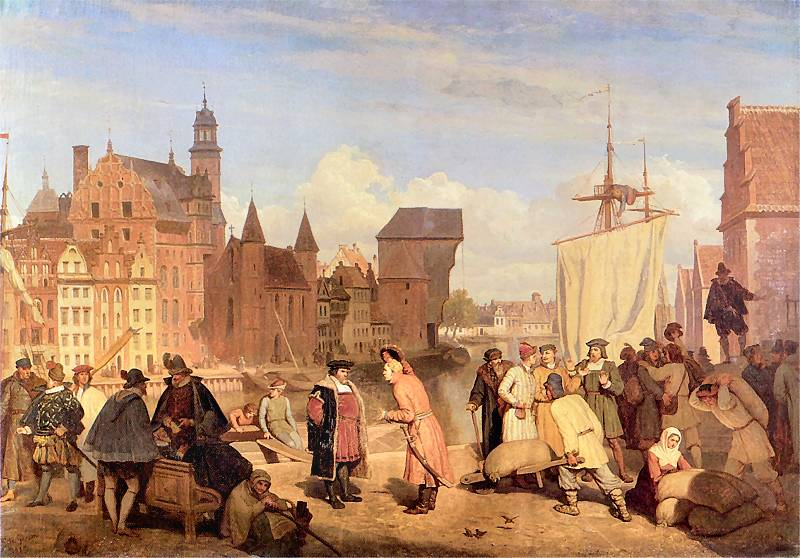
Kaufleute am Danziger Hafen im 17. Jahrhundert

Den traditionellen drei Ständen der Gesellschaft, dem Klerus, dem Adel und den Bürgern, wurden als vierte Säule die Kaufleute zugeordnet. Diese Säule wurde zuweilen regelrecht umgestürzt, da den Kaufleuten Betrug und das Prahlen mit ihrem Reichtum vorgeworfen wurden.
Zugleich jedoch wurde die Tätigkeit des Kaufmanns als Arbeit aufgewertet. Dem entsprechen seit dem 12. Jahrhundert Bemühungen, die Kaufleute als Bestandteil des städtischen Bürgertums in das mittelalterliche Gesellschaftsschema aufzunehmen. Der Kaufmann wurde als gesellschaftlich höher stehend angesehen als der Händler, wenngleich beide ihren Lebensunterhalt durch den Handel verdienten. Im Mittelalter waren Kaufleute oftmals in einer Gilde oder Hanse organisiert und gehörten zur städtischen Oberschicht, dem Patriziat.
Das Leitbild des ehrbaren Kaufmanns kam 1494 in Italien auf und wird Luca Pacioli zugeschrieben: „Es gilt nichts höher als das Wort des guten Kaufmanns, und so bekräftigen sie ihre Eide, indem sie sagen: Bei der Ehre des wahren Kaufmanns“.

## Kaufmännische Berufe früher und heute
Kaufmännische Berufe besitzen spezielle Bezeichnungen, die sich von den handelsrechtlichen Bezeichnungen unterscheiden.
Bis ins 19. Jahrhundert trugen meist nur selbständige Unternehmer die Berufsbezeichnung Kaufmann, später wurden zunehmend auch Angestellte als Kaufmann geführt. In der Vergangenheit war der Kaufmann lediglich ein gewöhnlicher Händler, wohingegen sich der Kaufmann heutzutage juristisch und vom Ausbildungsweg von einem Händler unterscheidet. Das klassische Bild des Kaufmanns, der unter anderem Händler im eigenen Laden oder Geschäft ist, ist heutzutage nur noch im Groß- und Einzelhandel gegeben.
Der Kaufmann beschäftigt sich gemeinhin mit Kalkulation, Rechnungswesen, Logistik, Gütertransport, Lagerhaltung und Marketing. Kaufleute handeln kaufmännisch, nach kaufmännischen Prinzipien und mit kaufmännischen Methoden, also vor allem wirtschaftlich – daher werden diese Berufe auch kaufmännische Berufe genannt. Genauer gesagt wirtschaften sie im Rahmen des Unternehmens betriebswirtschaftlich und unternehmensübergreifend volkswirtschaftlich. Bei Handelsberufen, die traditionell zu den White-Collar-Berufen zählen, findet keine Unterscheidung zwischen einem Arbeiter und einem Angestellten statt.

## Der Kaufmann in den deutschsprachigen Ländern

### Deutschland

#### Kaufmann nach HGB
Kaufleute unterstehen in Deutschland dem Handelsrecht. Gemäß den §§ 1–3 Handelsgesetzbuch ist Kaufmann, wer ein Handelsgewerbe betreibt oder in das Handelsregister eingetragen ist. Die handelsrechtliche Einordnung als Kaufmann ist unabhängig davon, ob der Unternehmer einen kaufmännischen Beruf erlernt hat.

#### Kaufmännische Berufsabschlüsse
Absolviert man ein betriebswirtschaftliches Studium an einer Universität oder einer gleichgestellten Hochschule, bekommt man die Bezeichnung Betriebswirt im Rahmen des akademischen Grades des Bachelors oder des Masters verliehen. Der Abschluss Diplom-Kaufmann wird in der Regel nur noch bei auslaufenden Studiengängen vergeben, wenngleich einzelne Hochschulen nach wie vor ein Diplomstudium der Betriebswirtschaft anbieten.
Hat man eine kaufmännische Berufsausbildung absolviert, trägt man die Bezeichnung Kaufmannsgehilfe. In der Liste der Ausbildungsberufe sind viele kaufmännische Ausbildungsberufe zu finden. Zu den beliebtesten kaufmännischen Ausbildungsberufen in Deutschland zählen:
1. Kaufmann im Einzelhandel
2. Kaufmann für Büromanagement
3. Industriekaufmann
4. Kaufmann im Groß- und Außenhandel
5. Bankkaufmann[17]

Zu dem kaufmännischen Berufsfeld gehören beispielsweise auch die Ausbildungen zum Kaufmann für Spedition und Logistikdienstleistung, Schifffahrtskaufmann, Immobilienkaufmann, Automobilkaufmann und zum Kaufmann für Versicherungen und Finanzen. Das statistische Bundesamt registrierte im Jahr 2012 31.902 neu abgeschlossene Ausbildungsverträge zum Kaufmann im Einzelhandel. Allerdings unterscheiden sich männliche und weibliche Jugendliche in der Berufswahl. Bei den Neuabschlüssen von weiblichen Jugendlichen liegt der Beruf Kauffrau im Einzelhandel auf Rang eins. 7,8 % der weiblichen Auszubildenden mit neu abgeschlossenem Vertrag begannen im Jahr 2012 eine Ausbildung in diesem Beruf. Auch die schulische Vorbildung beeinflusst die Berufswahl. Bei Jugendlichen mit Hochschulzugangsberechtigung waren Industriekaufmann, Kaufmann im Groß- und Außenhandel und Bankkaufmann die häufigsten Ausbildungsberufe.

### Österreich
In Österreich wurde der Begriff des Kaufmanns im Jahr 2007 mit der Handelsrechtsreform abgeschafft. Man empfand dort den Begriff als zu kompliziert und spricht nun nur noch vom Unternehmer, der dem Unternehmensrecht unterliegt. Als Beruf gibt es den Kaufmann weiterhin wie in Deutschland.

### Schweiz
Die kaufmännische Lehre ist in der Schweiz einsamer Spitzenreiter unter den Schulabgängern. Die Grundbildung zum Kaufmann ist in drei Profilen möglich. Bei dem Profil B (Basis-Grundbildung) liegt der Fokus in Informatik, Kommunikation und Administration (kurz IKA) und auf einer Fremdsprache. Zum Profil E (erweiterte Grundbildung) gehören  die Schwerpunkte Wirtschaft und Gesellschaft (kurz W&G) und zwei Fremdsprachen. Ferner besteht die Möglichkeit eine Ausbildung mit Berufsmaturität (Profil M) zu absolvieren. Diese stimmt mit dem Ausbildungsgrad der erweiterten Grundbildung überein, wobei der Auszubildende Finanz- und Rechnungswesen als Schwerpunktfach belegt. Der Berufsverband der Kaufleute, KV Schweiz, fasst rund 55.000 Mitglieder und ist ein wichtiger Partner in Aus- und Weiterbildung sowie in Arbeitsfragen. Gemäß dem Artikel 4 und dem Artikel 21 der Verordnung des Bundesamtes für Berufsbildung und Technologie (BBT) über die berufliche Grundbildung Kauffrau/Kaufmann mit eidgenössischem Fähigkeitszeugnis (EFZ) vom 26. September 2011 dauert die berufliche Grundbildung drei Jahre und wird mit einer Abschlussprüfung abgeschlossen. Weiterbildungsmöglichkeiten bieten Berufsprüfungen (BP), zum Beispiel zum Marketingfachmann und höhere Fachprüfungen (HFP), zum Beispiel zum Marketingleiter. Durch den Besuch einer höheren Fachschule oder Fachhochschule können Fachhochschulreifen erworben werden.